# Achelata
Az Achelata a felsőbbrendű rákok (Malacostraca) osztályának tízlábú rákok (Decapoda) rendjébe tartozó alrendág.  Ezek közül csak az első kettő ma is élő család. Az élőek pedig a homárok ma is élő második legközelebbi rokonai. Főleg kisebb és náluk lassabb állatokkal táplálkoznak.

## Rendszerezés
Az alrendágba az alábbi két élő és két kihalt család tartozik:
- Palinuridae
- Scyllaridae
- †Cancrinida
- †Tricarinidae

## Kinézetük
A többi tízlábú rákkal szemben nem rendelkeznek ollóval. Csápjaik erősen differenciáltak. Például a Scyllaridae családnak nyúlt, lapos kemény csápjuk van, a Palinuriade családnak pedig több, erősen nyúlt tapogatójuk.
Phyllosoma lárvájúak, és ez a fő közös jellemzőjük. Ez azt jelenti, hogy lárva korukban kicsik, laposak és átlátszóak, amiből egy hat fázisos átalakulással fejlenek ki. Fejlettség előtt csak lebegnek a vízben mozgásképtelenül, ezért ilyenkor sokuk ki lesz téve predációnak.

## Felhasználásuk
Ma élő fajaikat, főleg a Synaxidae tagjait sok ázsiai országban fogyasztják, és nagy kereslet is van halászatukra a piacon. Ez más kontinenseken nem gyakori, de Amerika egyes helyein fogyasztanak Palinuriadae tagokat.